# Nitra
Nitra (maďarsky Nyitra, německy Neutra) je krajské a okresní město na jihu Slovenska. Protéká jí stejnojmenná řeka Nitra. Panorama Nitry tvoří Sedm pahorků: ze severní strany se tyčí vrch Zobor, Hradní skála, Vršek, Kalvárie, Borina, Ľupka, spolu s Martinským vrchem. První potvrzené historické zmínky jsou z roku 828. Je po ní pojmenovaná planetka (9543) Nitra. Ve městě žije přibližně 76 tisíc obyvatel a je tak pátým největším slovenským městem. Nitra byla centrem nitranského knížectví, jež bylo za knížete Pribiny připojeno k velkomoravské říši. I později si město s nitranským hradem udrželo význam důležitého správního centra.

## Části města

### Městské části
Čermáň, Diely, Dolné Krškany, Dražovce, Horné Krškany, Chrenová, Janíkovce, Klokočina, Kynek, Mlynárce, Párovské Háje, Staré mesto, Zobor

### Sídliště
Diely, Chrenová, Klokočina, Párovce

### Osady
Jurský dvor, Lukov Dvor, Mikova Ves, Orechov Dvor

## Historie

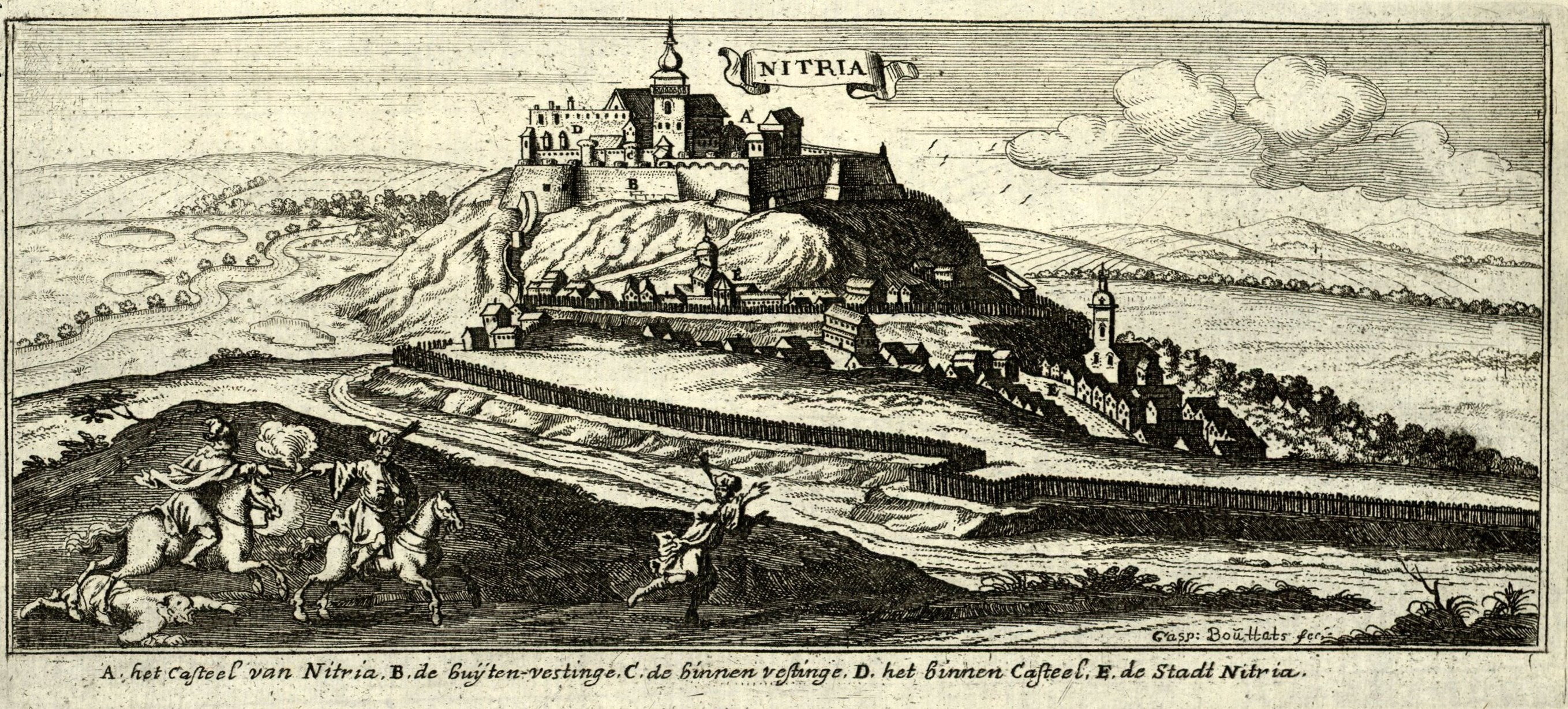
Nitra v roce 1690

Oblast dnešní Nitry byla nejprve osídlena Kelty, později Germány a nakonec Slovany. V 9. století se zde nacházela bohatě vybavená pohřebiště, v 10. století pak staromaďarské hroby. Archeologický průzkum doložil existenci několika románských církevních staveb. V první třetině 9. století zde sídlil kníže Pribina, město bylo tehdy jedním z center Velkomoravské říše. Od roku 1018 ho drželi Arpádovci, kolem roku 1083 zde bylo obnoveno biskupství. Roku 1248 se Nitra stala královským městem, o čtyřicet let později ale král město i hrad daroval nitranským biskupům. V letech 1633–1634 ji okupovali Turci při svých výbojích. Nejznámější památkou je Nitranský hrad z 11. století, v 15. století přestavěný a upravovaný ještě v době baroka.

### Velkomoravská historie
Akropole nitranská, kam se umísťuje sídlo knížete Pribiny a Svatopluka, než se stal králem a vládcem celé Moravy. Bývalý Pribinův hrad, v soudobých pramenech nazývaný Nitrava, byl v dalším období sídlem údělného knížectví příslušníků dynastie Mojmírovců.
Počátky výzkumů byly ve znamení hledání zbytků kostela vysvěceného salcburským biskupem Adalramem, a to pod základy mladšího románského chrámu sv. Jimrama později s dodatečně rozšířeným patrociniem i sv. Benedikta a sv. Svorada. Obrat v dosavadních názorech historiků na Nitru přinesly výkopové práce pozdějšího akademika Böhma. Ukázalo se, že románský kostel nemůže být pokračovatelem kostela knížete Pribiny, neboť jeho základy překrývají pohřebiště z 11. století. Počátek systematických výzkumů spadá do roku 1957 a je spojen se jménem Bohuslava Chropovského. Typický velkomoravský inventář se našel, ale v blízkosti kostela sv. Ladislava až z počátku 18. století. Pribinovo hradiště se tedy nacházelo asi 1 km jižně od středověkého hradu. Současné výzkumy vede Gabriel Fusek.
Nitranské velkomoravské osídlení je charakterizováno shlukem ostrožních hradisek, která obklopovala centrální ústředí na návrší jižně od nitranského středověkého hradu. Centrální část s pravděpodobným tržištěm, zděnou stavbou pravděpodobně palácového typu a kostelem z 10. století chránilo opevnění tvořené dvojitým zemním valem s palisádou a příkopem. Na hradní výšině je doloženo zatím jen sporadické osídlení.
Důstojnost sídla dotvářel obranný celek opevněných hradisek důležitých zejména s vojensko-strategického hlediska, kontrolujících přístupové cesty k jádru aglomerace. Na Martinském vrchu je doložen kostel z 9. století, pohřebiště a rozvinutá specializovaná řemeslná výroba ve třech osadách mimo obvod valů. Na severozápadní straně to bylo sídliště výrazně zemědělské, na východní straně bydleli hutníci a skláři a na jihozápadě kováři, kameníci, kosťaři a šperkaři. Specializované hrnčířství je typické pro hradisko na Lupce, sklářství zase pro hradisko Borina na Šibeničním vrchu i pro hradisko na Zoboru.
Vzhledem k názvu se o lokaci Nitry nikdy nepochybovalo. Jelikož ibn Rustova Kniha vzácných drahokamů zmiňuje dvě města – město (grad) Nít (Nitra) a Velké (vele-) město (grad), pravděpodobně tedy Nitru a Velehrad, rovnítko mezi nimi můžeme prakticky vyloučit.

## Charakter města
Nitra je centrem celého kraje, nachází se zde mnoho důležitých institucí, jako např. Slovenská poľnohospodárska univerzita, Univerzita Konštantína Filozofa, Divadlo Andreja Bagara, Slovenské poľnohospodárske múzeum, různé výzkumné ústavy a výstavní areál Agrokomplex. Zastoupeno je zde mnoho odvětví průmyslu, nejvíce ale potravinářský, a to hlavně díky zemědělskému charakteru okolní krajiny a automobilový průmysl – od roku 2018 zde operuje závod Jaguar Land Rover Slovakia.

## Pamětihodnosti

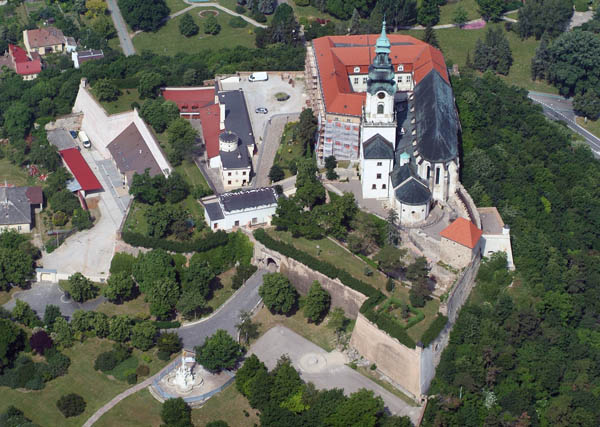
Hradní okrsek

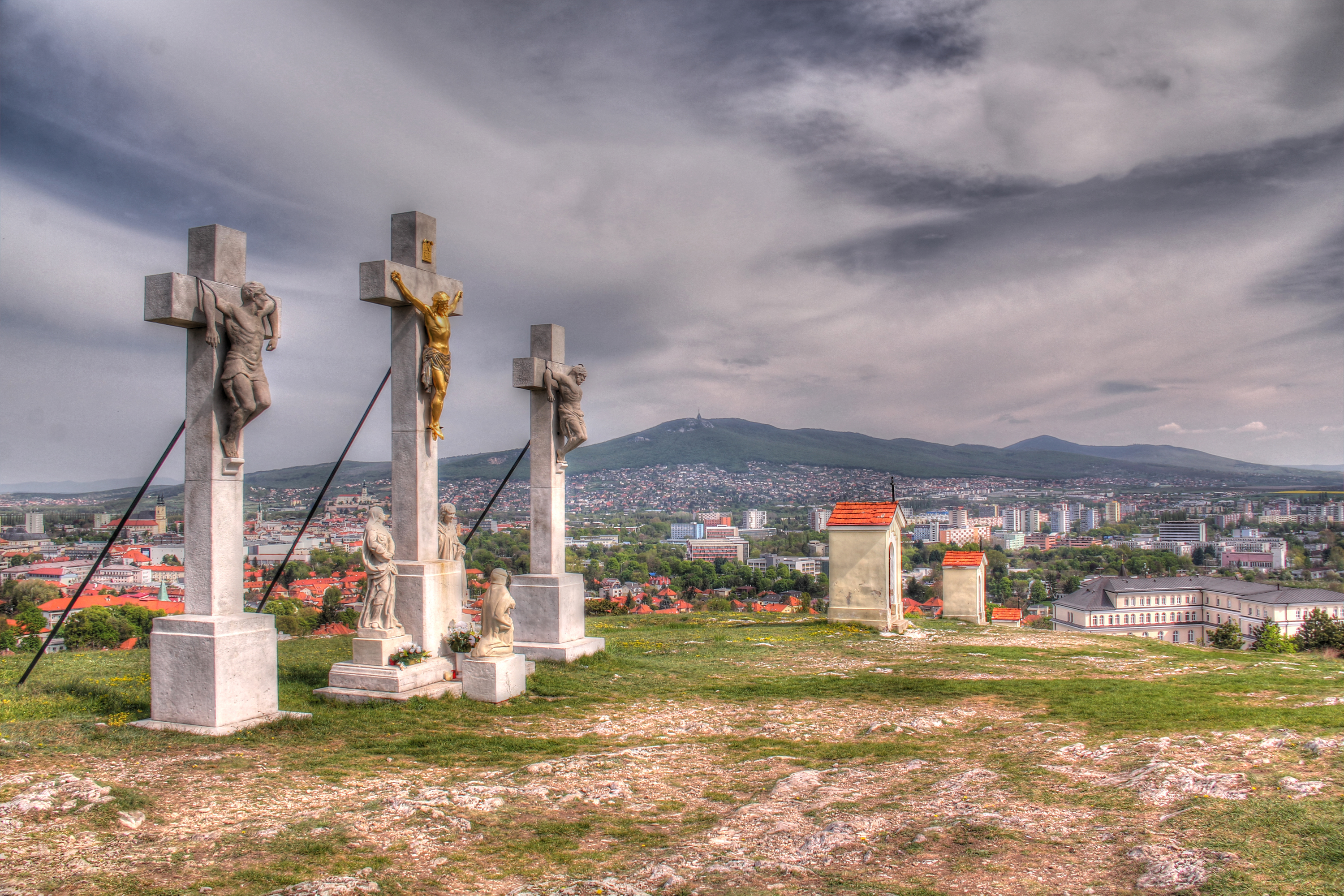
Kalvárie v Nitře

- Nitranský hrad – národní kulturní památka
- bazilika sv. Jimrama – původně románský, později přestavován v období gotiky a baroka
- horní biskupský katedrální kostel – gotický, na severní straně hradní skály, raně barokně upraven a spojen širokým schodištěm s dolním kostelem a znovu upraven vrcholně barokně (Domenico Martinelli)
- Klášter a kostel kamaldulů na Zoboru na místě bývalého benediktinského kláštera, v městské části Dražovce
- dolní kostel – raně barokní, mramorový oltář
- Biskupský palác je součást Nitranského hradu
- Kaple svatého Michala, barokní kaple z roku 1739 postavená jako poděkování za konec morové epidemie pravděpodobně na místě staršího románského kostela z 12. století
- Kostel Narození Panny Marie (Horné Krškany)
- Kostel Všech svatých (Kynek)
- Pomník padlým v 1. světové válce, dílo sochaře Sándora Finty (1881 – 1958), národní kulturní památka[5]
- Župní dům, palác z roku 1823
- Kostel svatého Michala Archanděla, románská stavba z 12. století v městské části Dražovce

### Horní Město
- Klášter a kostel svatého Petra a Pavla
- kostel Panny Marie a františkánský klášter – barokní, na kostele reliéfy ze začátku 16. století
- Dům kanovníka Greguška, klasicistní palác z let 1818–1821 se sochou Atlanta, místními nazývaný Corgoň
- měšťanské a kanovnické domy – ze 17.–19. století
- Malý a Velký seminář z 19. století na Pribinově náměstí
- Pro meritae Quieti – empírová budova

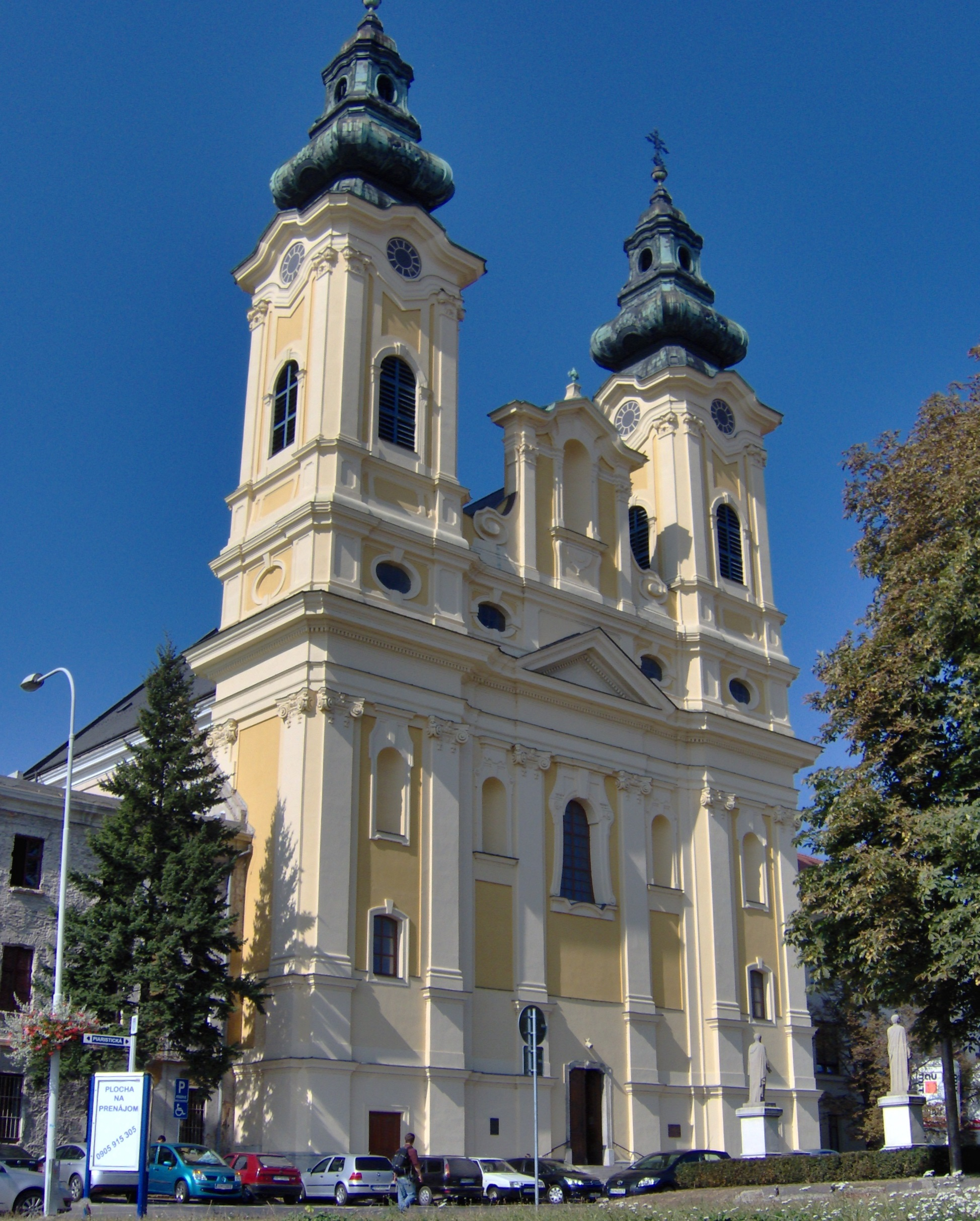
Piaristický kostel sv. Ladislava

### Dolní Město
- Piaristický klášter s kostelem sv. Ladislava – barokní komplex
- klášter vincentek s kostelem Panny Marie – novorománská bazilika
- Kalvárie s kaplí sv. Kříže z přelomu 18. a 19. století v jihovýchodní části města s výhledem do okolí. Na úpatí kopce stojí poutní kostel Nanebevzetí Panny Marie, klášter nazarénů a Misijní dům Matky Boží.
- Synagoga – z roku 1911, eklektický sloh
- mariánský sloup – sloup z roku 1750 od Martina Vogerleho – součást prostoru přístupu k hradu, který parkově upraven a sochařsky vyzdoben ve 2. polovině 18. století
- Slovenské poľnohospodárske múzeum se skanzenem a Nitranskou polní železnicí na ploše přes 30 ha.

### Moderní památky
- Dělnický kulturní dům, funkcionalistická stavba z roku 1935
- Justiční palác, secesní stavba z let 1901–1903
- univerzitní kampus – oceněné řešení areálu zemědělské vysoké školy ze 60. let 20. století

## Příroda
- Chráněná krajinná oblast Ponitří
- Přírodní rezervace Lupka
- Přírodní památka Nitriansky dolomitový lom
- Přírodní památka Svoradova jaskyňa
- Přírodní rezervace Zoborská lesostep

## Doprava

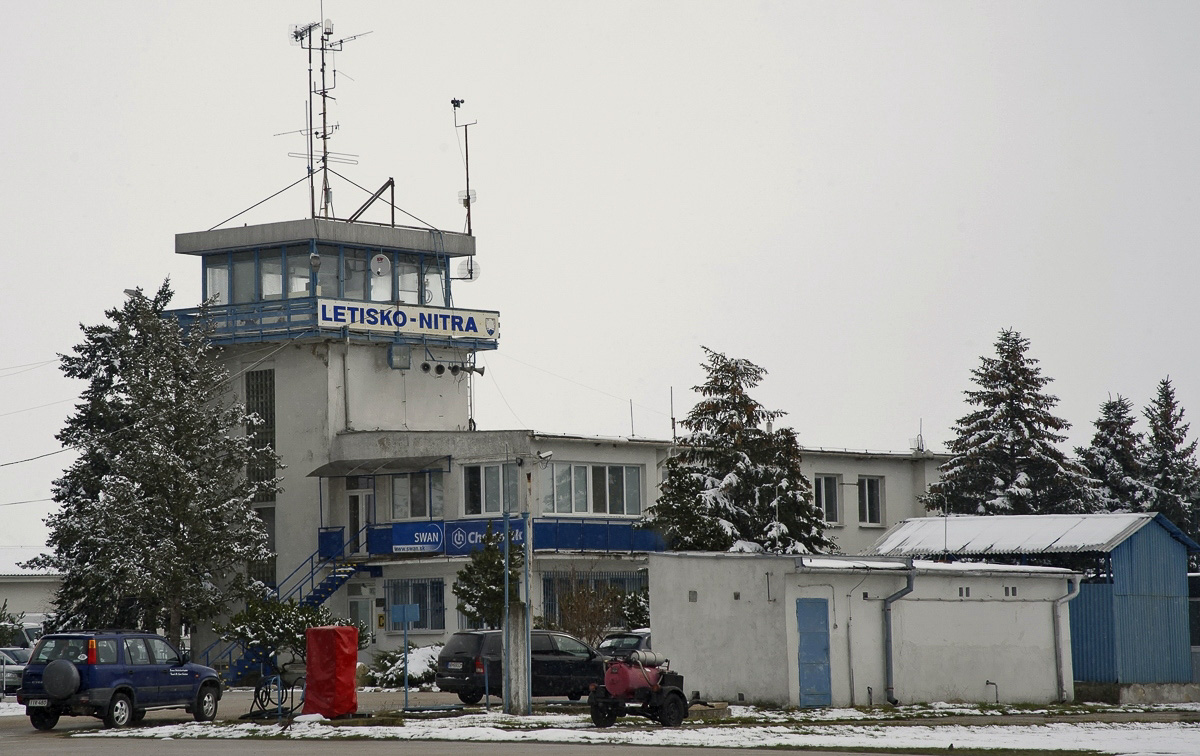
Letiště Nitra

### Veřejná městská doprava
V Nitře je provozovaná městská doprava, a to společností Transdev. Ačkoliv město mělo ambice na zavedení trolejbusové sítě, po roce 1989 se od tohoto plánu upustilo. V provozu je jen autobusová doprava. Celkem je tedy v provozu 80 autobusů, většinou se jednalo o typ Karosa B 731 a Karosa B 732 a kloubové vozy Ikarus 280. Po jejich vyřazení zejména autobusy SOR dále pak Van Hool AG 300 (13 vozů), Mercedes-Benz (8 vozů), Scania OmniLink (3 vozy), Solaris Urbino 12 (2 vozy), Karosa B 952 (6 vozů), Karosa B 961, Karosa C 943 (obě jsou kloubové záložní vozy, nicméně kvůli nedostatku kloubových vozidel (3/2015) jsou v provozu pravidelně i s vlastními řidiči), Karosa C 934 (1 vůz, který je zařazen na specifický turnus a v noci na svoz zaměstnanců Arrivy) a jeden Iveco Crossway. V provozu je celkem 26 linek a sezonní cyklobus do městského parku (1 speciálně upravená Karosa B 732). Noční linky neexistují. Po změně dopravce v roce 2022 jsou v provozu pouze autobusy SOR, a to SOR BN 9,5 (11 vozů), SOR NB 12 City (16 vozů), SOR NS 12 Diesel (20 vozů), SOR NB 18 City (15 vozů) a SOR NS 18 Diesel (18 vozů).[zdroj?]
V areálech Výstaviska Agrokomplex a Slovenského poľnohospodárskeho múzea od roku 1985 funguje muzeální úzkorozchodná Nitranská polní železnice.

### Osobní meziměstská doprava
Nitra je napojena na rychlostní komunikace. V roce 2011 byl otevřen obchvat Nitry a úsek rychlostní silnice R1, který spojil Nitru s Bratislavou, Trnavou, Zvolenem a Banskou Bystricou.
Železniční trať přes město byla vybudována za Rakouska-Uherska, a tak je směřována od Budapešti údolím řeky Nitra do Prievidze a Nitrianského Pravna. Později byla vybudována trať do Leopoldova, kde navazuje na trať Žilina – Bratislava, ale až do současnosti nebyla elektrifikována, což brání větším rychlostem vlaků mezi těmito městy. Ve městě je hlavní železniční stanice a 4 zastávky (Dolné Krškany, Dražovce, Mlynárce a Nitra zastávka). Železniční nádraží Nitra sousedí s autobusovým nádražím.
Do města jezdil v rámci linky Praha–Nitra železniční dopravce Arriva vlaky.

### Letecká doprava
V městské části Janíkovce se nachází letiště Nitra-Janíkovce (ICAO zkratka LZNI), na kterém sídlí Aeroklub Nitra.

## Sport
akce
V letech 2005, 2009 a 2011 se zde konalo mistrovství Evropy v plachtění, kde zvítězili také čeští piloti Pavel Loužecký a Roman Mraček.
kluby
- ČFK Nitra – fotbalový klub
- Box Club Stavbár Nitra – boxerský klub
- FC Nitra – fotbalový klub
- HBK Nitrianski rytieri Nitra – hokejbalový klub
- HK Nitra – hokejový klub
- Nitra Knights – tým amerického fotbalu

## Osobnosti

### Rodáci
- Tomáš Babiak, atlet (oštěpař)
- Tibor Bártfay, umělec
- Martin Boszorád, fotbalista
- Jozef Dóczy, herec
- Peter Hrivňák, frontman slovenské rockové kapely Horkýže Slíže
- Tomáš Chrenek, podnikatel
- Ľubomír Kolník, hokejista
- Ľubomír Moravčík, fotbalista
- Zuzana Moravčíková, atletka (běžkyně)
- Michal Morvay, atlet
- Petra Paroubková, manželka českého premiéra
- Stefan Schwartz, rakouský sochař a medailista
- Gustav Slamečka, ministr dopravy ČR
- Jozef Stümpel, hokejista
- Daniela Šinkorová, herečka
- Juraj Thoma, primátor Českých Budějovic

### Ostatní osobnosti
- František Xaver Fuchs, nitranský biskup, spoluzakladatel Slovenského učeného tovarišstva a mecenáš
- Ján Chryzostom Korec, nitranský biskup
- Karol Kmeťko, nitranský biskup, člen československého Národního shromáždění, politik
- Jozef Vurum, nitranský biskup, historik, mecenáš, v Nitře a v Žilině jsou po něm pojmenovány ulice

## Partnerská města
Město Nitra má 10 partnerských měst, se kterými má navázanou aktivní spolupráci. Tato spolupráce je podporována nejen ze strany města, ale také prostřednictvím různých projektů a grantů (stav k 23. 9. 2022).
- Bački Petrovac, Srbsko
- České Budějovice, Česko
- Gosford, Austrálie
- Kjongdžu, Jižní Korea
- Kroměříž, Česko
- Naperville, Spojené státy americké
- Osijek, Chorvatsko
- Spišská Nová Ves, Slovensko
- Veszprém, Maďarsko
- Zelená Hora, Polsko